# Лагутин, Сергей Сергеевич
Сергей Сергеевич Лагутин (узб. Sergey Sergeyevich Lagutin, род. 14 января 1981 в Фергане, Узбекская ССР) — узбекистанский  и российский профессиональный шоссейный велогонщик русского происхождения. Чемпион мира до 23 лет в групповой гонке 2003 года. Многократный чемпион Узбекистана в групповой гонке и индивидуальной гонке на время. Участник Летних Олимпийских игр 2004, 2008 и 2012 годов.

## Биография
30 сентября 2014 года подписал контракт с Team Katusha на 2015–2016 годы.

Сергей Лагутин – опытный гонщик, за плечами которого не только успехи текущего сезона, но и серьезные достижения в последние годы, среди которых можно отметить 5-е место на Олимпиаде в Лондоне и 15-е место в общем зачете «Вуэльты Испании». Безусловно, Сергей станет хорошим укреплением нашего горного направления, а кроме того, сумеет в полной мере раскрыть свой собственный потенциал.— Вячеслав Екимов, генеральный менеджер Team Katusha

## Выступления
2003
1-й  Чемпион мира до 23 лет в групповой гонке
Чемпионат Узбекистана:
2-й групповая гонка
2-й индивидуальная гонка
2004
Чемпионат Узбекистана:
1-й  в индивидуальной гонке
2-й групповая гонка
2005
Чемпионат Узбекистана:
1-й  в групповой гонке
1-й  в индивидуальной гонке
1-й Чемпионат Фландрии
5-й Гран-при Валлонии
6-й Тур Дании
9-й Нокере Курсе
2006
Чемпионат Узбекистана:
1-й  в групповой гонке
2-й индивидуальная гонка
1-й Спринтерская классификация Тур Юты
2-й Тур Боса
1-й Этап 3
3-й Гран-при Ефа Схеренса
3-й Cascade Cycling Classic
4-й Классика Брюсселя
5-й Grand Prix d'Isbergues
9-й Вольта Лимбург Классик
2007
1-й Этап 1 Тур Рейнланд-Пфальца
2-й Вольта Лимбург Классик
10-й Тур Кёльна
2008
- Чемпионат Узбекистана:

1-й  в групповой гонке
2-й индивидуальная гонка
1-й Тур Кореи-Японии
1-й Горная классификации
1-й Этап4
4-й Тур Бельгии
7-й Гран-при Валлонии
8-й Тур Люксембурга
9-й Тур озера Цинхай
2009
1-й  Чемпионат Узбекистана в групповой гонке
6-й Рут-дю-Сюд
2010
1-й  Чемпионат Узбекистана в групповой гонке
5-й Circuit de Lorraine
9-й Гран-при Фурми
9-й Гран-при Исберга
10-й Тур Польши
2011
1-й  Чемпионат Узбекистана в групповой гонке
5-й Classic Loire Atlantique
10-й Критериум Интернациональ
2012
1-й  Чемпионат Узбекистана в групповой гонке
1-й Гран-при кантона Аргау
5-й Олимпийские игры в групповой гонке
5-й Вуэльта Андалусии
2013
4-й Тур Лимузена
2014
1-й Кубок мэра
2-й Гран-при Сочи
1-й Этап 1
2-й Пять колец Москвы
1-й Этап 3
2-й Гран-при Адыгеи
3-й Тур Алматы
5-й Тур Люксембурга
6-й Джиро дель Аппеннино
6-й Кубок Бернокки
7-й Кубок Уго Агостони
8-й Мемориал Олега Дьяченко
8-й Джиро ди Тоскона
2015
3-й Чемпионат России в групповой гонке
3-й Тур Валлонии
4-й Тур Альберты
2016
1-й Этап 8 Вуэльта Испании
3-й Чемпионат России в групповой гонке

## Статистика выступлений

### Гранд-туры
| Гонка   | 2009 | 2010 | 2011 | 2012 | 2013 | 2014 | 2015 | 2016 | 2017 |
| ------- | ---- | ---- | ---- | ---- | ---- | ---- | ---- | ---- | ---- |
| Джиро   | —    | —    | 91   | 32   | —    | —    | 72   | —    | 157  |
| Тур     | —    | —    | —    | —    | 83   | —    | —    | —    | —    |
| Вуэльта | 104  | —    | 15   | 46   | —    | —    | —    | 71   | —    |